# Vallée de l'Otal
La vallée de l'Otal est une petite vallée inhabitée des Pyrénées aragonaises de la comarque de Sobrarbe (province de Huesca), qui rejoint la vallée de l'Ara/vallée de Bujaruelo, et qui est parallèle à celle d'Ordiso au nord.

## Géographie
La vallée débouche sur le cirque d'Otal où nait la rivière du même nom. 
On y trouve un refuge de montagne d'où il est possible d'observer des animaux de la faune de haute montagne, comme le lérot.

## Voies d'accès
On y accède principalement par la vallée de l'Ara.
Depuis le cirque d'Otal par le col de Tendenera, au pied du pic homonyme, on peut rejoindre Panticosa et la vallée de Tena.